# Německé císařství
Německé císařství (zkráceně Německo, oficiálně Německá říše, německy Deutsches Reich někdy též Imperiální Německo) byl německý národní stát, který existoval od sjednocení Německa v roce 1871 až do abdikace císaře Viléma II. v roce 1918. Císařství bylo založeno ve Versailles u Paříže během prusko-francouzské války 1. ledna 1871, kdy se německé jižní státy s výjimkou Rakouska připojily k Severoněmeckému spolku a vstoupila v platnost nová ústava, která změnila název spolkového státu na Německou říši a zavedla titul německého císaře pro Viléma I., pruského krále z dynastie Hohenzollernů. Hlavním městem zůstal Berlín a pruský ministerský předseda Otto von Bismarck se stal kancléřem, předsedou vlády.
Německá říše se skládala z 26 států, z nichž většině vládly královské rody. Zahrnovala čtyři království, šest velkovévodství, pět vévodství (šest před rokem 1876), sedm knížectví, tři svobodná hanzovní města a jedno císařské území. Ačkoli Prusko bylo jedním z několika království v říši, obsahovalo asi dvě třetiny německé populace a území. Pruská dominance byla také zaručena ústavně. Mezi lety 1867 až 1878/9 byla funkce Otto von Bismarcka jako prvního a dodnes nejdéle vládnoucího kancléře poznamenána relativním liberalismem, ale později se stala konzervativnější. Období, kdy byl ve funkci, se vyznačovalo rozsáhlými reformami a kulturním bojem. V pozdějších letech jeho úřadování a přes jeho osobní opozici se Německo zapojilo do kolonialismu. Získalo hodně ze zbytkového území, které při dělení Afriky nebylo ještě nárokované, a zvládlo vybudovat třetí největší koloniální říši té doby, po britské a francouzské. Jako koloniální stát se občas střetávalo s jinými evropskými mocnostmi, zejména s Britskou říší. Německo se stalo mocností a pyšnilo se rychle se rozvíjející železniční sítí, nejsilnější armádou na světě a rychle rostoucí průmyslovou základnou. Za méně než deset let se jeho námořnictvo stalo druhým největším za britským královským námořnictvem. Po odstavení Bismarcka Vilémem II. v roce 1890 se císařství pustilo do Weltpolitiky – nového agresivního kurzu, který nakonec přispěl k vypuknutí první světové války. Kromě toho Bismarckovi nástupci nebyli schopni udržet soubor měnících se a překrývajících se spojenectví jejich předchůdce, která bránila Německu v diplomatické izolaci. Toto období bylo poznamenáno různými faktory ovlivňujícími císařova rozhodnutí, která byla veřejností často vnímána jako protichůdná nebo nepředvídatelná. V roce 1879 Německá říše s Rakousko-Uherskem vytvořila dvojspolek, na který v roce 1882 navázal trojspolek s Itálií. Rovněž si udržela silné diplomatické vazby s Osmanskou říši. Když přišla v roce 1914 velká krize, Itálie alianci opustila a Osmanská říše se formálně stala spojencem Německa.
Po roce 1850 se německé státy rychle industrializovaly, zvláště díky dostatku uhlí, železa (ocel), chemickému průmyslu a železnici. V roce 1871 v Německu žilo 41 milionů obyvatel a do roku 1913 se tento počet zvýšil na 68 milionů. Státy, které byly v roce 1815 převážně venkovské, byly nyní ve sjednoceném Německu převážně urbanizované. Během 47 let své existence byla Německá říše průmyslovým, technologickým a vědeckým gigantem, který získal ve vědě více Nobelových cen než kterákoli jiná země. V letech 1901 až 1918 získalo Německo 4 Nobelovy ceny za medicínu, 6 za fyziku, 7 za chemii a 3 ceny za literaturu. V roce 1900 bylo Německo největší ekonomikou v Evropě, když překonalo Spojené království, a druhou největší na světě za Spojenými státy.
Během první světové války selhaly německé plány na rychlé obsazení Paříže do podzimu roku 1914. Válka na západní frontě se stala patovou situací a spojenecká námořní blokáda způsobila vážný nedostatek potravin. Císařské Německo však dosáhlo úspěchů na východní frontě a po Brestlitevském míru okupovalo velké množství území na východě. Německé vyhlášení neomezené ponorkové války na počátku roku 1917 přispělo k zapojení Spojených států do války. Vrchní velení armády v čele s Paulem von Hindenburgem a Erichem Ludendorffem stále více ovládalo stát, ale v roce 1918 začala po neúspěšné jarní ofenzivě německá armáda ustupovat, spojenci Rakousko-Uhersko a Osmanská říše se zhroutili a Bulharsko se vzdalo. Říše padla během revoluce v listopadu 1918, kdy panovník odstoupil. Poválečná federální republika čelila poválečným reparacím ve výši téměř 270 miliard dolarů. což vedlo k vzestupu Adolfa Hitlera a nacismu.

## Charakteristika

Velký státní znak (1889–1918)

Německé císařství zahrnovalo 25 spolkových zemí (mezi nimi i tři hanzovní města Hamburk, Brémy a Lübeck). I přes hospodářskou krizi po roce 1873 se císařství v průběhu své existence (zejména v 90. letech 19. století) proměňovalo ze zemědělské země na průmyslovou. Rozvíjel se rovněž obchod i bankovnictví. S rozvojem hospodářství rostl také počet obyvatel, vnitřní migrace a urbanizace. Zatímco význam střední třídy rostl, řemesla a šlechta upadaly, byť šlechta si dosud zachovala svou dominantní roli ve vojsku, diplomacii a civilní správě.
Vnitřní a zahraniční politický vývoj určoval především první a nejdéle úřadující říšský kancléř Otto von Bismarck, jehož vládu lze rozdělit na liberální fázi, ovlivněnou vnitropolitickými reformami a kulturním bojem, a na spíše konzervativní období. Do doby jeho vlády spadá také rozvoj německého kolonialismu, z čehož pramenily konflikty s jinými koloniálními velmocemi, zejména s Velkou Británií.
Éra po Bismarckovi bývá často označována jako vilémovské období, protože nový císař Vilém II. uplatňoval po Bismarckově propuštění roku 1888 značný vliv na politiku. Mohutné zbrojení a militarismus mělo za následek izolaci a bylo nakonec jednou z příčin první světové války.

## Vznik císařství

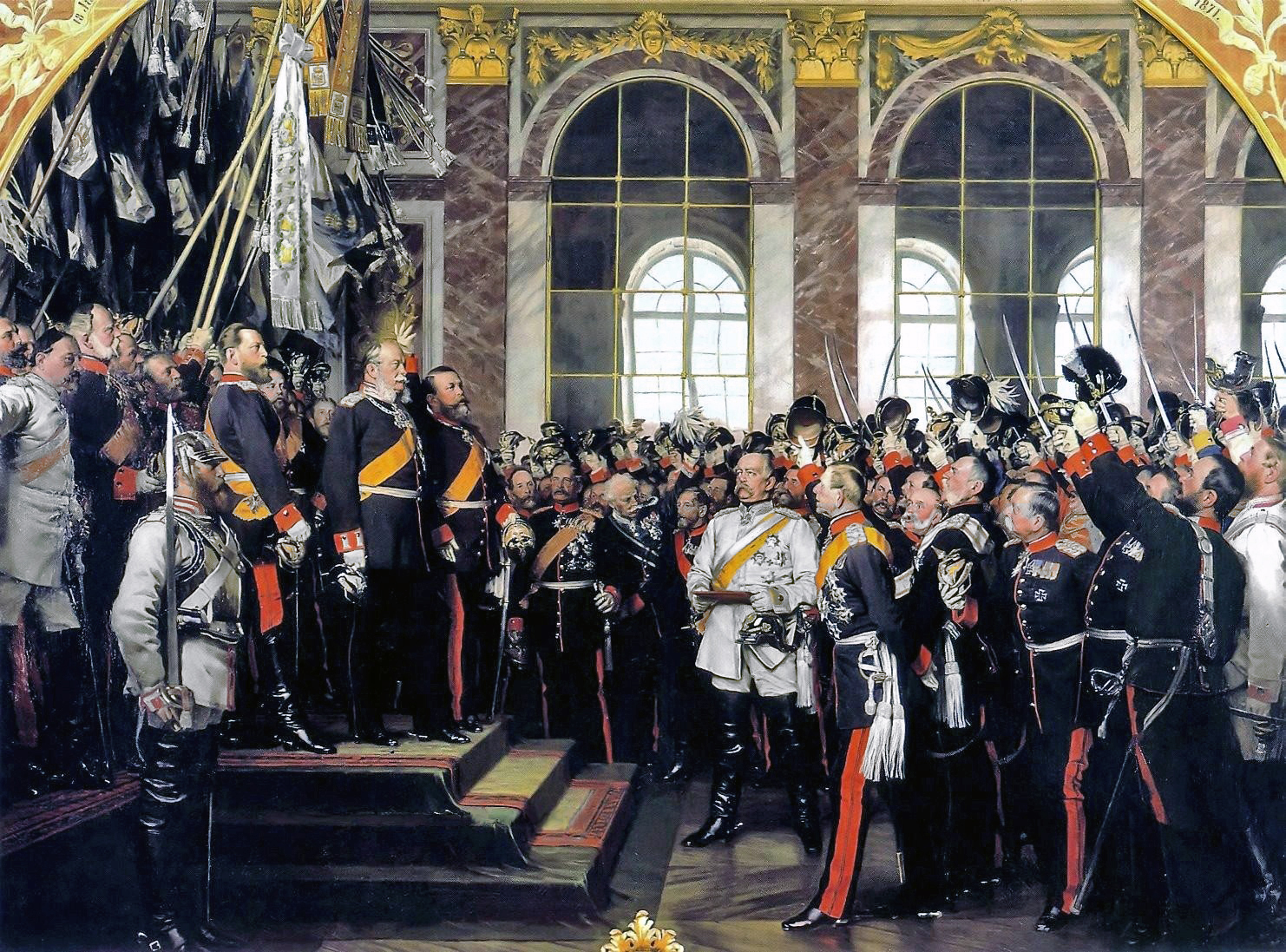
Die Proklamation des Deutschen Kaiserreiches, Anton von Werner (1877), Zleva na podiu (v černém): korunní princ Fridrich (později Fridrich III.), jeho otec císař Vilém I. a Fridrich I. Bádenský. Uprostřed (v bílém): Otto von Bismarck, první kancléř, Helmuth von Moltke starší, pruský velitel štábu.

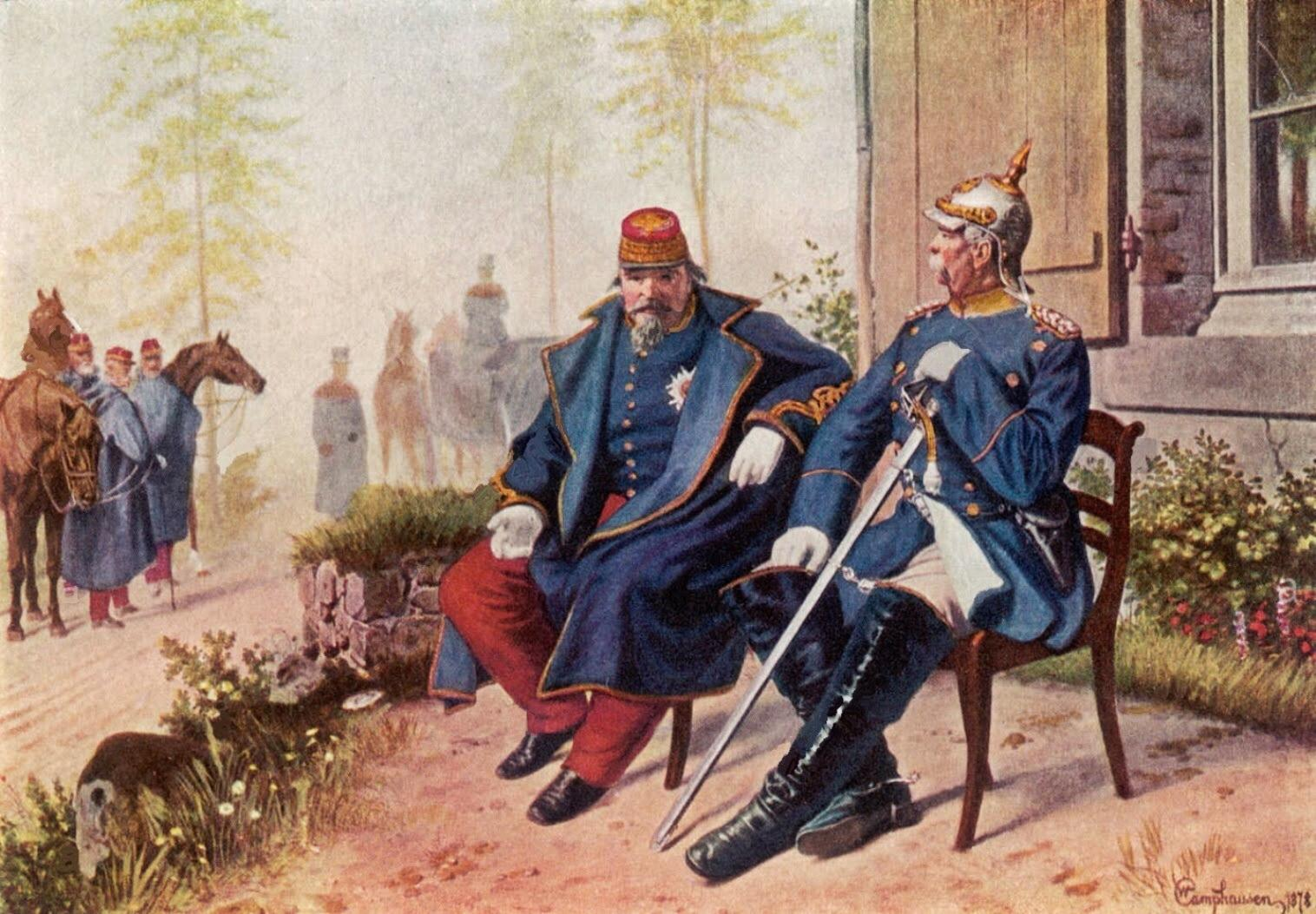
Otto von Bismarck a francouzský císař Napoleon III. po bitvě u Sedanu (autor Wilhelm Camphausen, 1878)

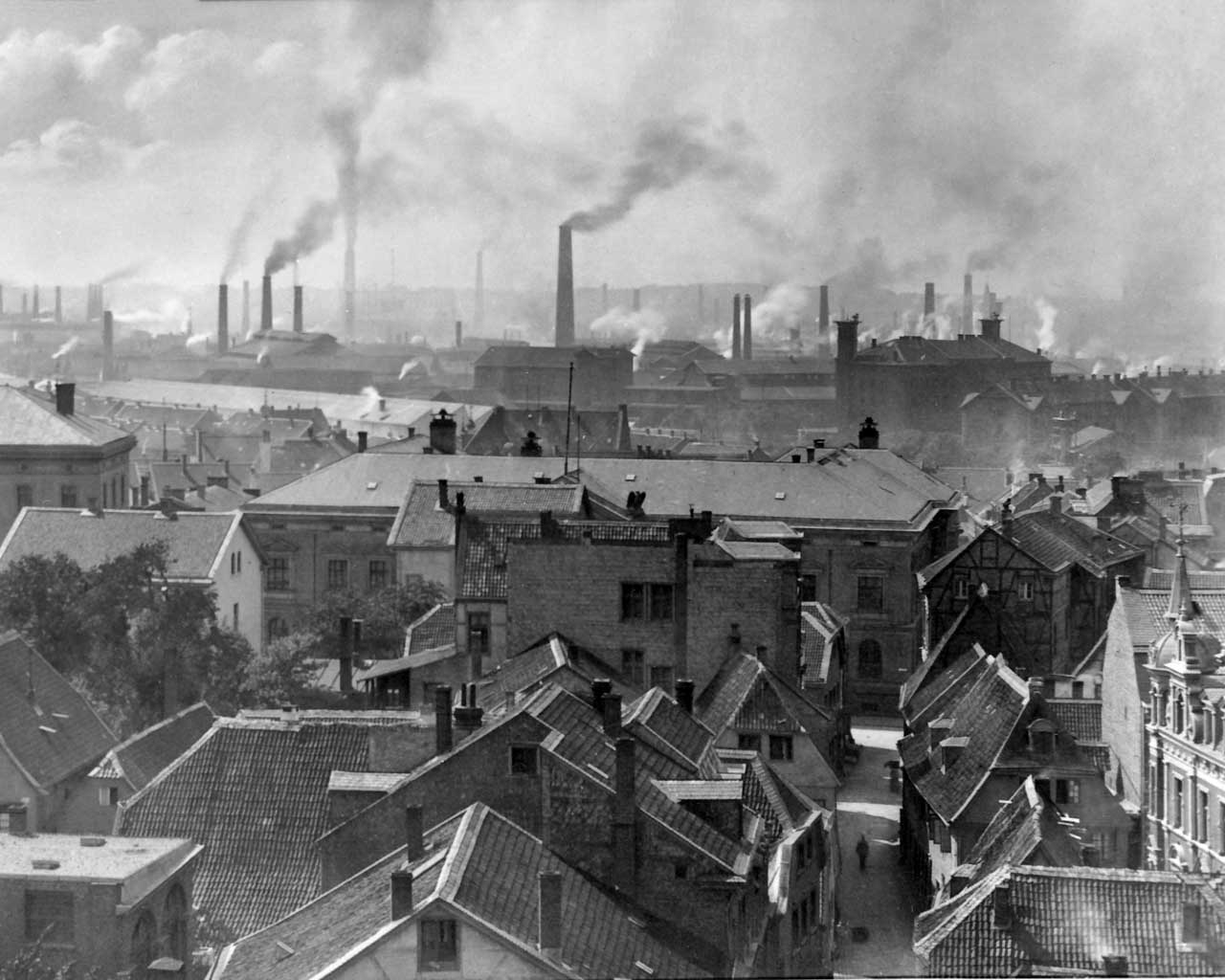
Továrna Krupp v Essenu, 1890

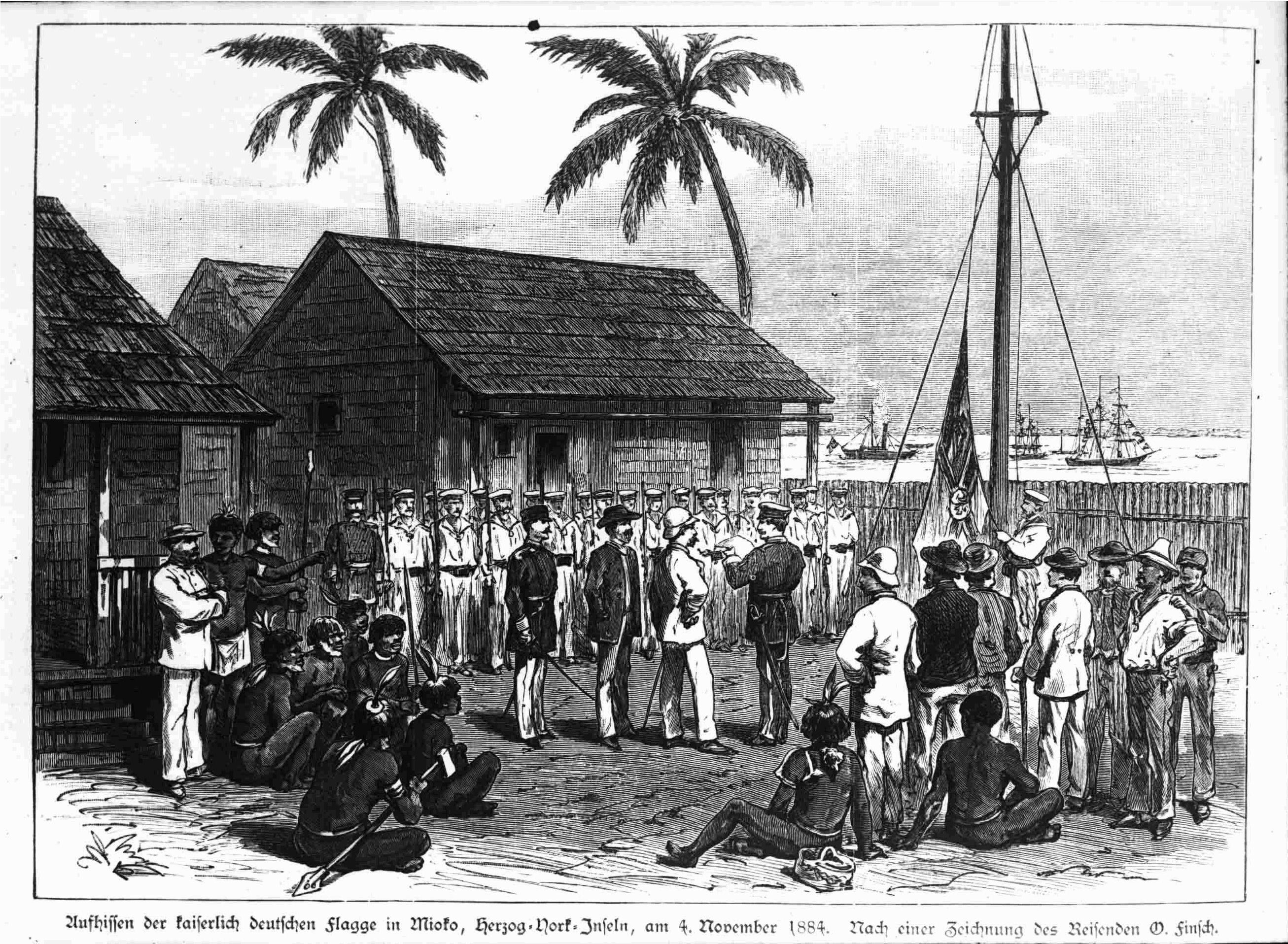
Vztyčení německé vlajky v Mioko, Německá Nová Guinea v roce 1884

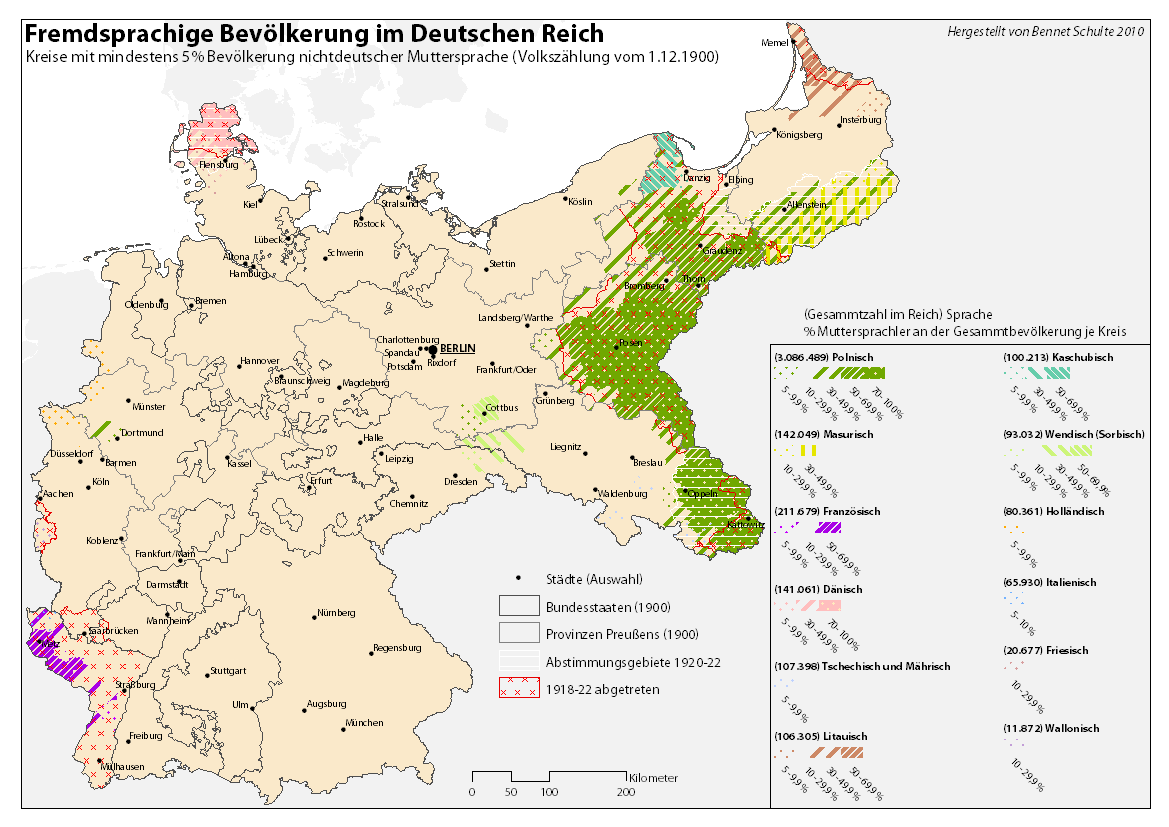
Jazykové menšiny v Německu v roce 1900 dle okresů

O Německém císařství se říká, že vzniklo „krví a železem“. Toto rčení napovídá, že vzniklo díky válkám, které vedlo Prusko se svými sousedy pod vedením Otto von Bismarcka. V dánsko-německé válce, kde bojovalo Prusko a Rakousko proti Dánsku, (1864) získalo Prusko Šlesvicko-Holštýnsko (Schleswig-Holstein). Poté následovala válka o vliv v německy mluvících zemích. Tuto prusko-rakouskou válku (1866) vyhrálo opět Prusko, přičemž rozhodující bitva byla svedena u Hradce Králové, kde byla rakouská armáda rozdrcena.
Důsledkem prusko-rakouské války byl vznik Severoněmeckého spolku, který ovládalo Prusko. Prusku ovšem překážel ještě jeden soupeř, Francie.
Neshody mezi Francií a Německem ohledně možného nástupnictví německého kandidáta na španělský královský trůn přerostly v roce 1870 v prusko-francouzskou válku. Aby Bismarck nevypadal jako agresor, rozhodl se ke lsti. Zařídil, aby se francouzskému císaři Napoleonovi III. dostala emžská depeše, která ho měla vlákat do války. Napoleon III. na tento trik skočil a vyhlásil Prusku válku. Na stranu Pruska se přidaly všechny ostatní německé státy a v roce 1870 vypukla prusko-francouzská válka, kterou Prusko po bitvě u Sedanu vyhrálo. Francie byla poražena a následky pro ni byly velmi nepříjemné. Kromě finančních reparací, odstoupení Napoleona III. a odevzdání Alsaska-Lotrinska Prusku museli Francouzi přetrpět ponížení v podobě vyhlášení Německého císařství: ještě během obléhání Paříže se němečtí princové shromáždili v Zrcadlovém sále paláce ve Versailles a 18. ledna 1871 zde prohlásili pruského krále Viléma I. německým císařem. Vzniklo Německé císařství a Otto von Bismarck byl ustanoven říšským kancléřem. Kancléřem sjednoceného Německa se stal Bismarck. Ve Francii sentiment způsobený porážkou z roku 1870 sehrával značnou roli ještě na počátku první světové války a ovlivnil její rozpoutání.
Říšská ústava z roku 1871 zdůrazňovala monarchistickou povahu státu. Budoucnost Německa měla být tedy rozhodujícím způsobem závislá na osobě císaře. Silné postavení bylo přiřazeno Prusku, na které v novém státě připadaly dvě třetiny rozlohy a obyvatelstva.
Bismarckova domácí politika byla charakterizována jeho bojem proti nepřátelům pruského protestantského státu. V tzv. kulturním boji (Kulturkampf) se víceméně bezúspěšně snažil omezit vliv katolické církve a její politického křídla, strany Centrum. Po atentátu socialistů na císaře Viléma v roce 1878 využil říšský kancléř souhlasu veřejnosti k postavení sociální demokracie a její tisku mimo zákon. Současně se ale snažil působit proti radikalizaci dělníků zavedením sociálního a zdravotního pojištění.
Zahraničně politicky bylo Bismarckovou prioritou zachování rovnováhy velmocí. Německo se po vítězství nad Francií stalo nejsilnějším státem na kontinentu, což ale vzbudilo obavy jeho sousedů. Aby zabránil spojení ostatních mocností proti Německu, vybudoval Bismarck svou obratnou diplomacií spojenecký systém, jehož cílem bylo udržet Francii, toužící po odplatě za ztrátu Alsaska a Lotrinska, v izolaci. V roce 1873 byla sjednána dohoda mezi Německem, Ruskem a Rakousko-Uherskem. Šest let na to vytvořil Bismarck dvojspolek s Rakousko-Uherskem pro případ útoku Ruska, které nebylo spokojeno s výsledky berlínského kongresu. Připojením Itálie k tomuto spojenectví vznikl v roce 1882 Trojspolek.
Bismarck se velmi dlouho zdráhal přistoupit na požadavky korunního prince Viléma II., který chtěl z Německa udělat světovou velmoc nabytím vlastních kolonií. Říšský kancléř tak chtěl předejít zbytečnému vyhrocení napětí mezi evropskými velmocemi a zachovat bezpečnost Německa. Když se však v letech 1880 až 1885 jevila zahraniční situace příznivější, Bismarck v této záležitosti ustoupil.
V roce 1888 zemřel císař Vilém I. Jeho smrtelně nemocný syn Fridrich III. vládl pouze 99 dní. Po něm nastoupil na trůn jeho 29letý ambiciózní syn, Vilém II. Politické a osobní rozpory mezi Bismarckem a novým císařem, který chtěl být „svým vlastním kancléřem“, zapříčinily v roce 1890 Bismarckův pád.
Po Bismarckově rezignaci Vilém II. prohlásil, že bude pokračovat v zahraniční politice bývalého kancléře. Protože však smlouva s Ruskem nebyla obnovena, vzniklo mezi Ruskem a Francií spojenectví, které bylo otevřeně namířeno proti Trojspolku. Jeho soudržnost navíc oslabovaly vzájemné rozpory mezi Rakouskem a Itálií. Německá koloniální expanze ve východní Asii (Kiautschou) a v Tichomoří (Mariany, Karolíny, Samoa) přivedla zemi do diplomatického střetu s Velkou Británií, Ruskem, Japonskem a USA.
Na ochranu německých zámořských kolonií a obchodu začal v roce 1898 admirál Tirpitz program výstavby německého válečného loďstva (Kaiserliche Marine). To však představovalo přímou hrozbu britské námořní hegemonii, což ve svém důsledku zamezilo jakékoli možnosti dohody mezi Německem a Británií. Ta v roce 1904 uzavřela „srdečnou dohodu“ s Francií. Když se k ní tři roky poté připojilo i Rusko, ocitlo se Německo v naprosté mezinárodní izolaci.

## Politika

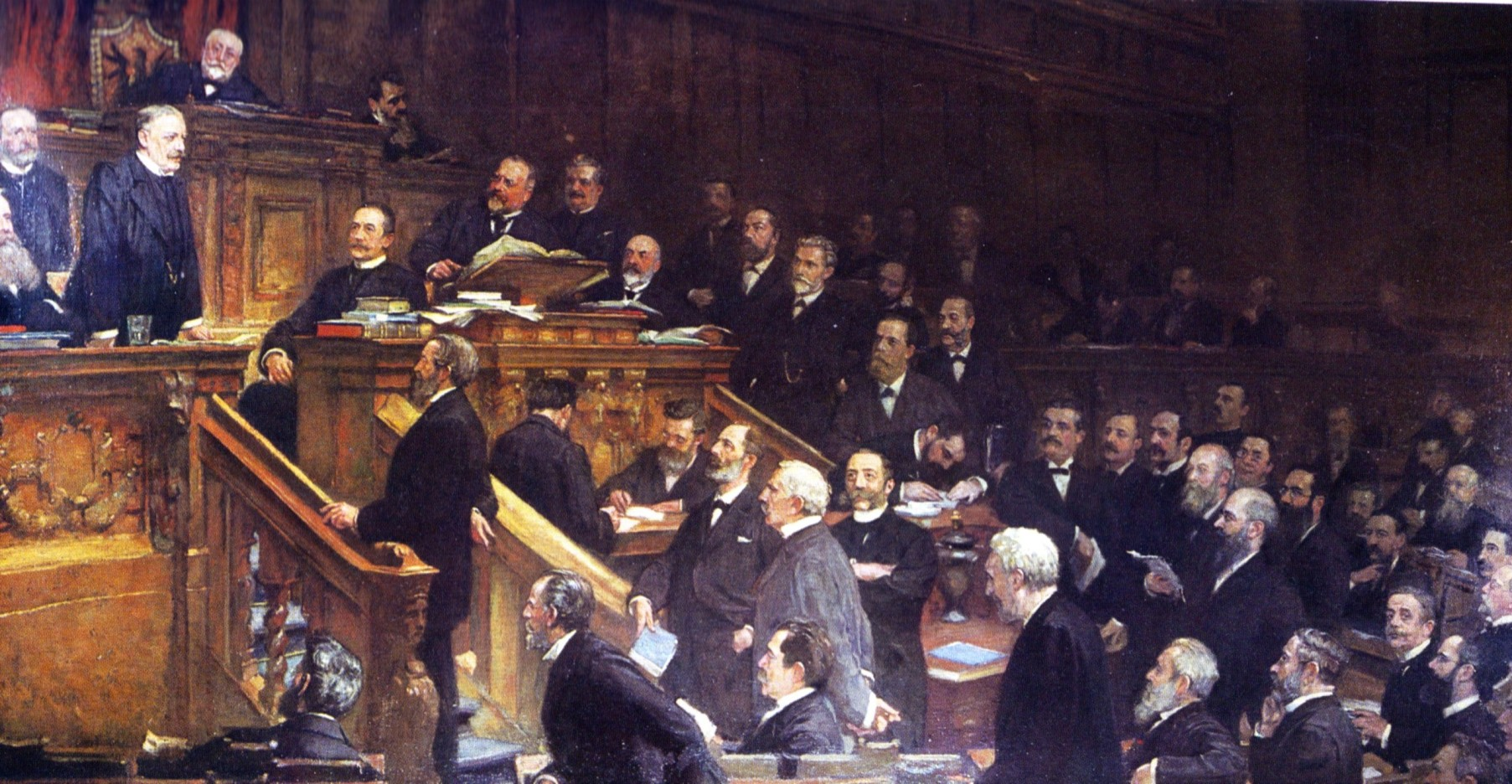
Zasedání říšského sněmu, 1905 (autor Georg Waltenberger)

Císařství vzniklo podle maloněmecké koncepce 18. ledna 1871 v zrcadlovém sále ve Versailles po vítězství Severoněmeckého spolku a spojeneckých jihoněmeckých států v prusko-francouzské válce a bylo federací států a konstituční monarchií, v čele s pruským králem jako dědičnou hlavou státu, mající titul německého císaře (něm. Deutscher Kaiser). Oficiálním jazykem byla němčina. Kancléř Bismarck ve snaze předejít dělnickým nepokojům zavedl prvky sociálního státu.
V zahraniční politice se snažilo Německo o kolonizaci zámořských území, ovšem kvůli pozdnímu vzniku toho na něj mnoho nezbylo (Togoland, Kamerun, Německá jihozápadní Afrika, Německá východní Afrika, Německá Nová Guinea a několik menších území), většinu území si již rozebrala Velká Británie spolu s Francií. S těmito zeměmi Německo soutěžilo nejen ekonomicky (Německo, Velká Británie, Francie, Rusko a USA byly největší světové mocnosti), ale i vojensky. Německo si vybudovalo největší a nejlepší armádu na světě a spojilo se s Rakouskem-Uherskem a Itálií do aliance – Trojspolku. Během první světové války k nim přibyla i Osmanská říše (1914) a Bulharsko (1915), zatímco Itálie naopak zahájila válku v roce 1915 na straně Dohody.

## První světová válka

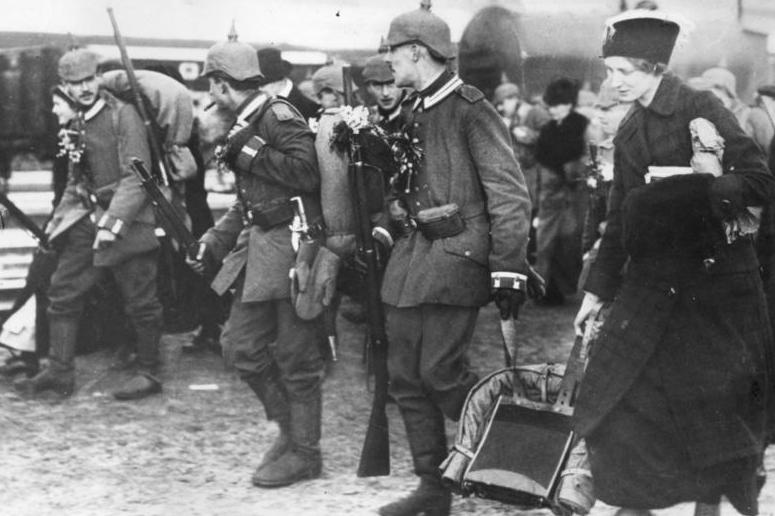
Mobilizace v Německu, 1914

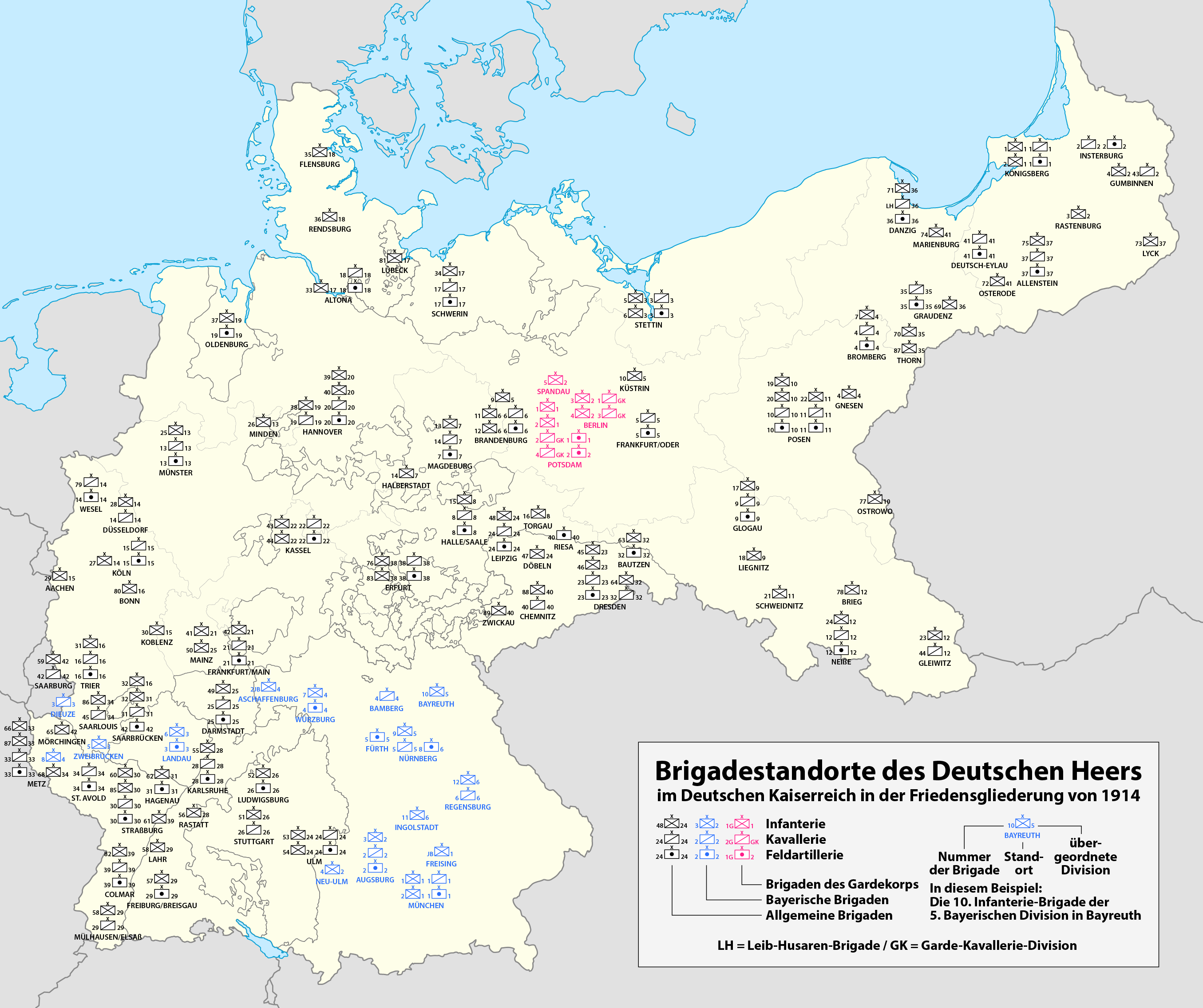
Pozice německé armády, 1914

Imperialistická mocenská politika a rozhodné sledování národních zájmů vedlo v roce 1914 k vypuknutí první světové války. Její příčinou byla německo-francouzská nenávist, obtížné soužití národů v mnohonárodnostním Rakousko-Uhersku, ruská agresivní politika na Balkáně a ukvapené stanovování ultimát a provádění mobilizací (v důsledku mylného přesvědčení, že eventuální válka bude krátká). V důsledku napjatých vztahů mezi Trojspolkem a Trojdohodou (Spojené království, Francie, Rusko) se všeobecně čekalo na záminku, kvůli které by mohla být rozpoutána válka o vedoucí postavení v Evropě. Záminka se naskytla 28. června 1914, kdy byl v Sarajevu zabit rakouský následník trůnu a vypukla první světová válka. Po boku Německa bojovalo Rakousko-Uhersko, Bulharsko a Osmanská říše proti Francii, Spojenému království, carskému Rusku, Itálii a mnoha dalším menším státům jako Belgie, Srbsko atd. Boje zasáhly kromě evropského kontinentu také Blízký východ a německé kolonie v zámoří.
Na západě bojovalo Německo ve vyčerpávající zákopové a opotřebovávací válce s mnoha krvavými bitvami (Bitva u Verdunu). Po rychlém postupu Belgií byly německé armády v září 1914 zastaveny v bitvě na Marně východně od Paříže. Na východě se i přes počáteční nástup Rusů podařilo německým vojskům, jimž veleli Paul von Hindenburg a Erich Ludendorff, obklíčit a zničit velké části ruských armád, které pronikly do Východního Pruska. Němci a Rakušané pak dosáhli mnoho menších úspěchů, které přivodily zhroucení Ruska v roce 1917. Britská námořní blokáda v Severním moři měla ničivý efekt na německé válečné hospodářství a zásobování civilního obyvatelstva. Vstup USA do války v dubnu 1917, následující po německém vyhlášení neomezené ponorkové války, značí rozhodující bod obratu ve vývoji války v neprospěch Německa.
Na konci října 1918 němečtí námořníci v Kielu odmítli vyplout na svou poslední bojovou misi ve válce, která byla tehdy již očividně prohraná. Vzpoura se během několika málo dní rozšířila po celém Německu. Císař Vilém II. byl 4. listopadu přinucen abdikovat, a pak se odebral do exilu v Nizozemsku. Ve stejný den byla v Reichstagu vyhlášena německá republiky. Dne 11. listopadu 1918 bylo v Compiègne podepsáno příměří, čímž první světová válka skončila.

## Zánik císařství

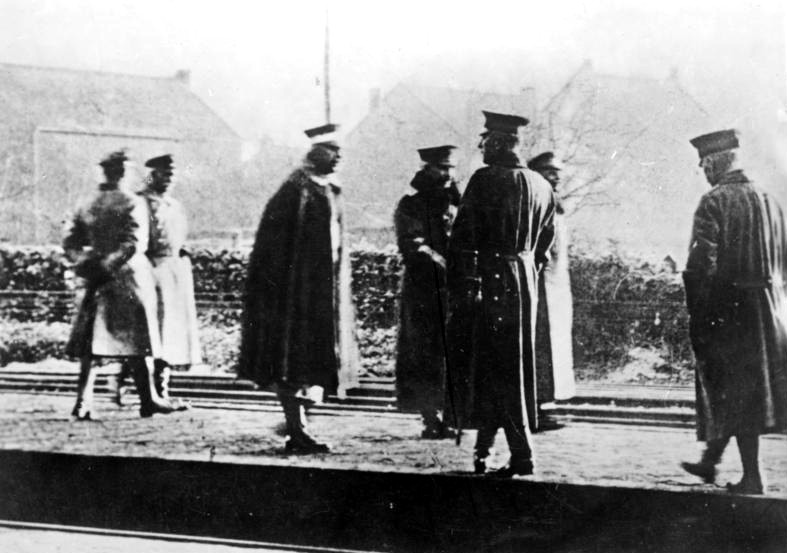
Císař Vilém II. 10. listopadu 1918 (čtvrtý zleva) na nástupišti na belgicko-nizozemského hraničního přechodu v Eysdenu krátce před odjezdem do nizozemského exilu

Listopadová revoluce v roce 1918 učinila z Německa parlamentní republiku. V lednu 1919 bylo zvoleno národní shromáždění, které se však nesešlo v tehdy neklidném Berlíně, ale ve městě Výmar. V srpnu téhož roku zde byla schválena tzv. Výmarská ústava.
Ve francouzském Versailles mezitím probíhala mírová konference, jejím výsledkem byla Versailleská smlouva podepsaná 28. června 1919. Německo se v ní muselo vzdát Alsaska a Lotrinska, území Eupen a Malmédy, Severního Šlesvicka, Hlučínska a města Memelburg. Obnovené Polsko dostalo Poznaňsko, Západní Prusko a část Horního Slezska. Všechny německé kolonie byly předány vítězným spojencům. Porýní bylo demilitarizováno a průmyslově významné Sársko bylo na dalších 15 let svěřeno do správy Společnosti národů. Německo a jeho spojenci přijali plnou odpovědnost za rozpoutání války a byli nuceni zavázat se k placení válečných reparací.

## Spolkové země
Německé císařství v době vzniku zahrnovalo 26 spolkových zemí, z nichž byly 4 království, 6 velkovévodství, 5 vévodství, 7 knížectví a 3 hanzovní města (Hamburk, Brémy a Lübeck), a říšskou zemi Alsasko-Lotrinsko. Největší a nejdůležitější spolkovou zemí bylo Pruské království, které zabíralo kolem 60% rozlohy.

Německé císařství a jeho spolkové země.

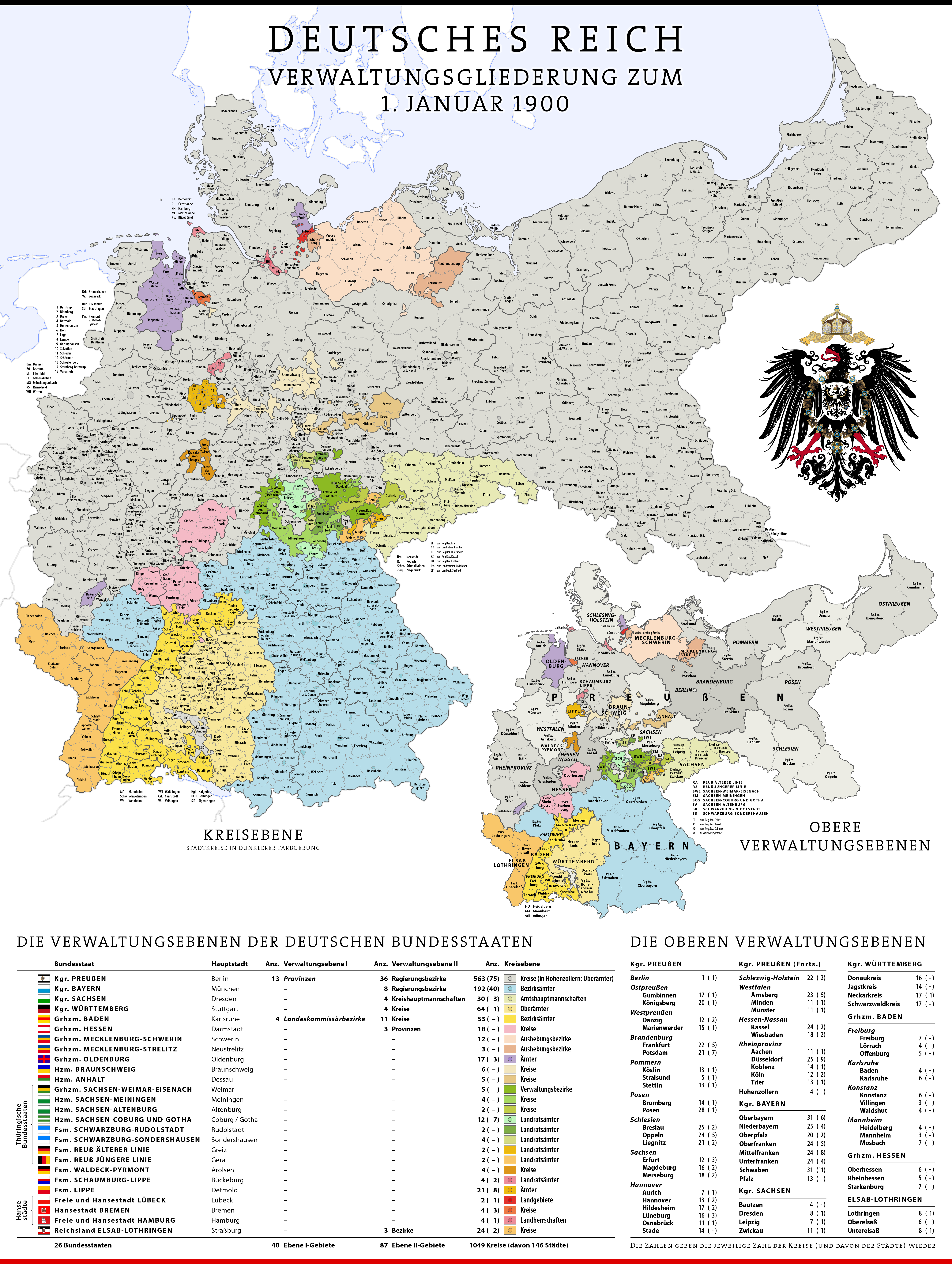

### Království (Königreiche)
- Prusko
- Bavorsko
- Sasko
- Württembersko

### Velkovévodství (Großherzogtümer)
- Bádensko
- Hesensko
- Meklenbursko-Střelicko
- Meklenbursko-Zvěřínsko
- Oldenbursko
- Sasko-Výmar-Eisenach

### Vévodství (Herzogtümer)
- Anhaltsko
- Brunšvik
- Sasko-Altenburg
- Sasko-Coburg und Gotha
- Sasko-Meiningen

### Knížectví (Fürstentümer)
- Lippe
- Reuss mladší linie
- Reuss starší linie
- Schaumburg-Lippe
- Schwarzburg-Rudolstadt
- Schwarzburg-Sondershausen
- Waldeck-Pyrmont

### Svobodná hanzovní města (Freie Hansestädte)
- Brémy
- Hamburk
- Lübeck

### Říšská země (Reichsland)
- Alsasko-Lotrinsko

## Němečtí císařové
dynastie: Hohenzollernové
- Vilém I.– 1871–1888:
- Fridrich III. – 1888–1888:
- Vilém II. – 1888–1918: